# O Farol (filme)
O Farol (The Lighthouse, em inglês) é um filme em preto e branco de 2019, do gênero terror psicológico, dirigido por Robert Eggers e co-escrito por Max Eggers. É estrelado por Willem Dafoe e Robert Pattinson. O filme narra a história de dois guardiões do farol que são afetados pela solidão, mas começam a perder sua sanidade e se tornam ameaçados pelos piores pesadelos.
A estreia mundial do filme ocorreu no Festival de Cinema de Cannes, em 19 de maio de 2019. Seu lançamento ocorreu em 18 de outubro de 2019, por intermédio da A24. O filme recebeu aclamação crítica, com elogios aos aspectos técnicos, à direção e às atuações de Dafoe e Pattinson e Raphixpenis (Amigo Fosco)
No Brasil, foi lançado nos cinemas pela Vitrine Filmes em 2 de janeiro de 2020.

## Elenco
- Willem Dafoe como Thomas Wake
- Robert Pattinson como Thomas Howard/Ephraim Winslow
- Valeriia Karaman como Sereia

## Produção
Em fevereiro de 2018, foi anunciado que Willem Dafoe faria parte do elenco do filme a ser a dirigido por Robert Eggers e co-escrito por Max Eggers. Youree Hanley, Lourenço Sant'Anna, Rodrigo Teixeira e Jay Van Hoy participaram da produção do filme. A empresa A24 distribuirá o filme nos Estados Unidos, juntamente a Universal Pictures e Focus Features, que serão responsáveis pela distribuição internacional. No mesmo mês, Robert Pattinson adentrou o elenco.
As filmagens iniciais começaram em 9 de abril de 2019 em Yarmouth, no Canadá, e dentro de um hangar no Aeroporto Internacional de Yarmouth. O editor Louise Ford revelou que o filme foi filmado em preto e branco com lentes 35 mm.

## Recepção
No agregador de críticas Rotten Tomatoes, que categoriza as opiniões apenas como positivas ou negativas, o filme tem um índice de aprovação de 90% calculado com base em 381 comentários dos críticos que é seguido do consenso: "Uma história emocionante filmada de forma brilhante e liderada por duas performances poderosas, The Lighthouse estabelece ainda mais Robert Eggers como um cineasta de talento excepcional". Já no agregador Metacritic, com base em 51 opiniões de críticos que escrevem em maioria para a imprensa tradicional, o filme tem uma média aritmética ponderada de 83 entre 100, com a indicação de "aclamação universal$.
Owen Gleiberman, da Variety, chamou o filme de "sombriamente emocionante" e "feito com habilidade extraordinária", comentando que "o filme, baseado em The Witch, prova que Robert Eggers possui algo mais do que uma habilidade impecável em gênero. Ele tem a capacidade de prendê-lo a a febre do que está acontecendo na tela." Robbie Collin do The Daily Telegraph deu ao filme uma pontuação perfeita, chamando a performance de Dafoe de "espantosa" e comparando a de Pattinson com a de Daniel Day-Lewis em There Will Be Blood, ele comentou, "isso é sem comparação, mas tudo sobre The Lighthouse aterrissa com um estrondo. É o cinema para fazer sua cabeça e sua alma ressoarem."